# Vote par procuration (droit électoral)
Pour les articles homonymes, voir Vote par procuration.
 (janvier 2021).
En droit électoral, le vote par procuration désigne la procédure de vote sans que la personne souhaitant voter ne se rende au bureau de vote. Plusieurs possibilités de vote par procuration sont possibles. Cela peut être de permettre de désigner un mandataire qui ira voter à la place du votant, mais le vote postal ou le vote électronique sont également une possibilité dans certains États. Le vote par procuration est souvent mis en avant pour réduire l'abstention.

## En France
Cette démarche s'effectue préalablement sur internet ou directement devant un officier de police judiciaire préalablement désigné par un tribunal d'instance et affecté dans un commissariat de police ou une brigade de gendarmerie. Dans tous les cas, il est nécessaire d'indiquer le numéro national d'électeur du mandant et du mandataire et prouver son identité devant un officier de police judiciaire, y compris lors d'une démarche préétablie sur internet. Cette forme de vote repose sur la confiance entre le mandant et le mandataire. Le mandant ne peut en effet pas confier une enveloppe cachetée avec son suffrage sous peine de nullité. En France, il n'est légalement possible d'être le mandataire que d'un seul électeur (sauf cas particulier de mandant à l'étranger).